# Neorhyssemus quinquecostatus
Neorhyssemus quinquecostatus är en skalbaggsart som beskrevs av Schmidt 1911. Neorhyssemus quinquecostatus ingår i släktet Neorhyssemus och familjen Aphodiidae. Inga underarter finns listade i Catalogue of Life.